# Abraham Hondius

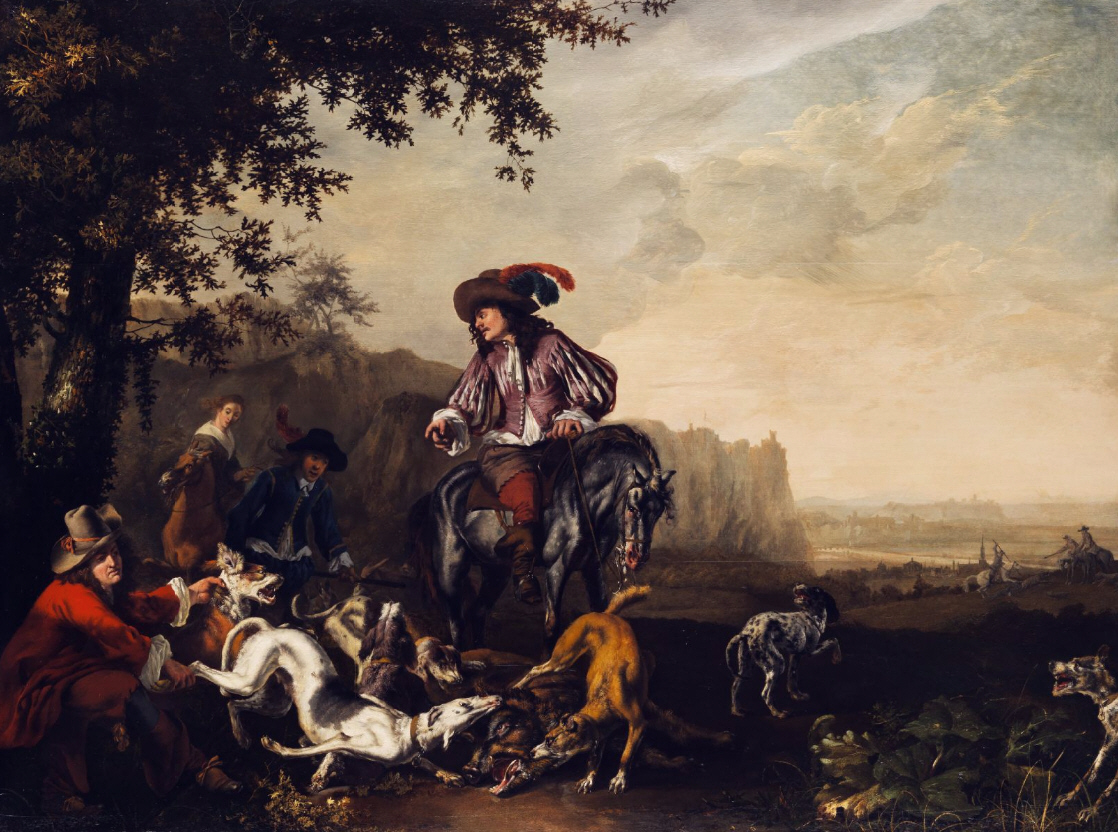
Jinete y otras figuras en la caza del jabalí.

Abraham Danielsz de Hondt, más conocido (con su apellido latinizado) como Abraham Hondius (Róterdam, 1625-Londres, septiembre de 1691), fue un pintor y grabador perteneciente a la Edad de Oro holandesa si bien desarrolló la mayor parte de su carrera en Londres.
Estudió con Cornelis Saftleven, con quien se confunden sus primeras obras. Trabajó en Róterdam antes de trasladarse a Ámsterdam en 1659 y en 1666 se estableció definitivamente en Londres. Fue enterrado en dicha ciudad el 17 de septiembre de 1691, si bien otras fuentes lo retrasan a 1695.
Pintó y grabó preferentemente escenas de caza y de perros. Destacan sus grabados de perros descansando y cazando, de los cuales hay ejemplos en el Museo Británico de Londres. También pintó (aunque en menor medida) personajes mitológicos, escenas costumbristas y cuadros religiosos.
Hondius utilizaba colores vivos en escenas múltiples, dispuestas en distintos planos y sobrecargadas de figuras y demás elementos. Estaba interesado en el horizonte y en el paisaje como sus colegas Philips Wouwerman, Aelbert Cuyp y Paulus Potter.

## Obras
- Cazadores con perros, Victoria and Albert Museum.[1]
- El mono y el gato (1670), Museo de Cleveland, Estados Unidos
- Cacería de jabalí (1672), Museo de Cleveland, Estados Unidos
- Píramo y Tisbe, Museo Boymans Van Beuningen, Róterdam, Holanda
- Mercurio y Argos, Colección particular en Web Gallery of Art
- La adoración de los pastores (ca. 1660), Museo de Bellas Artes de Burdeos, Francia

## Galería de obras

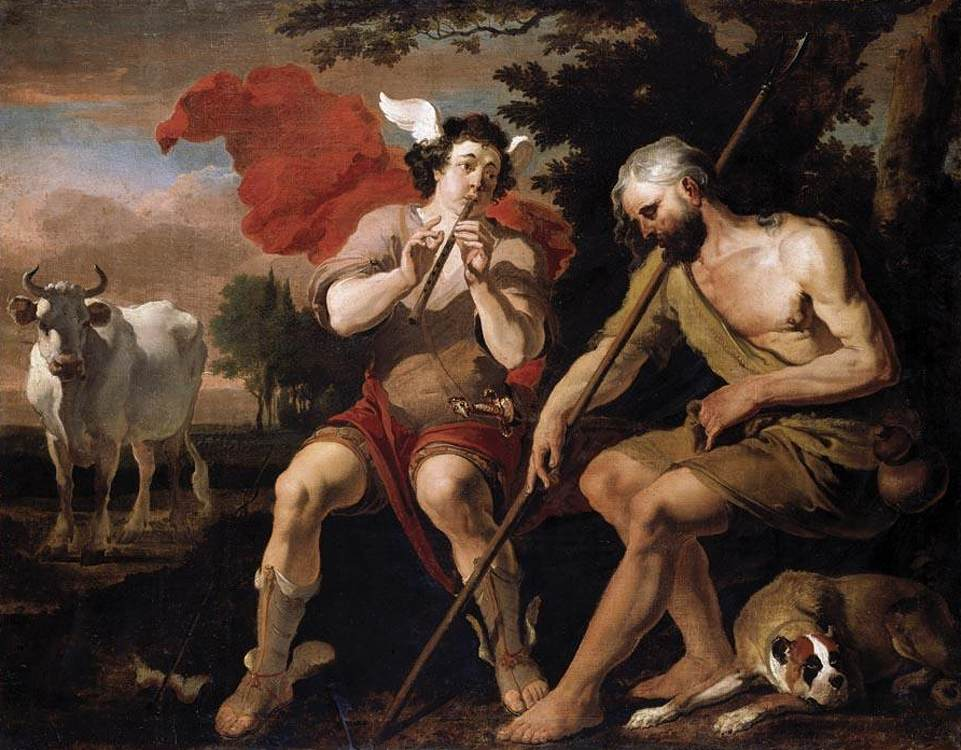
Mercurio y Argos (Colección privada)
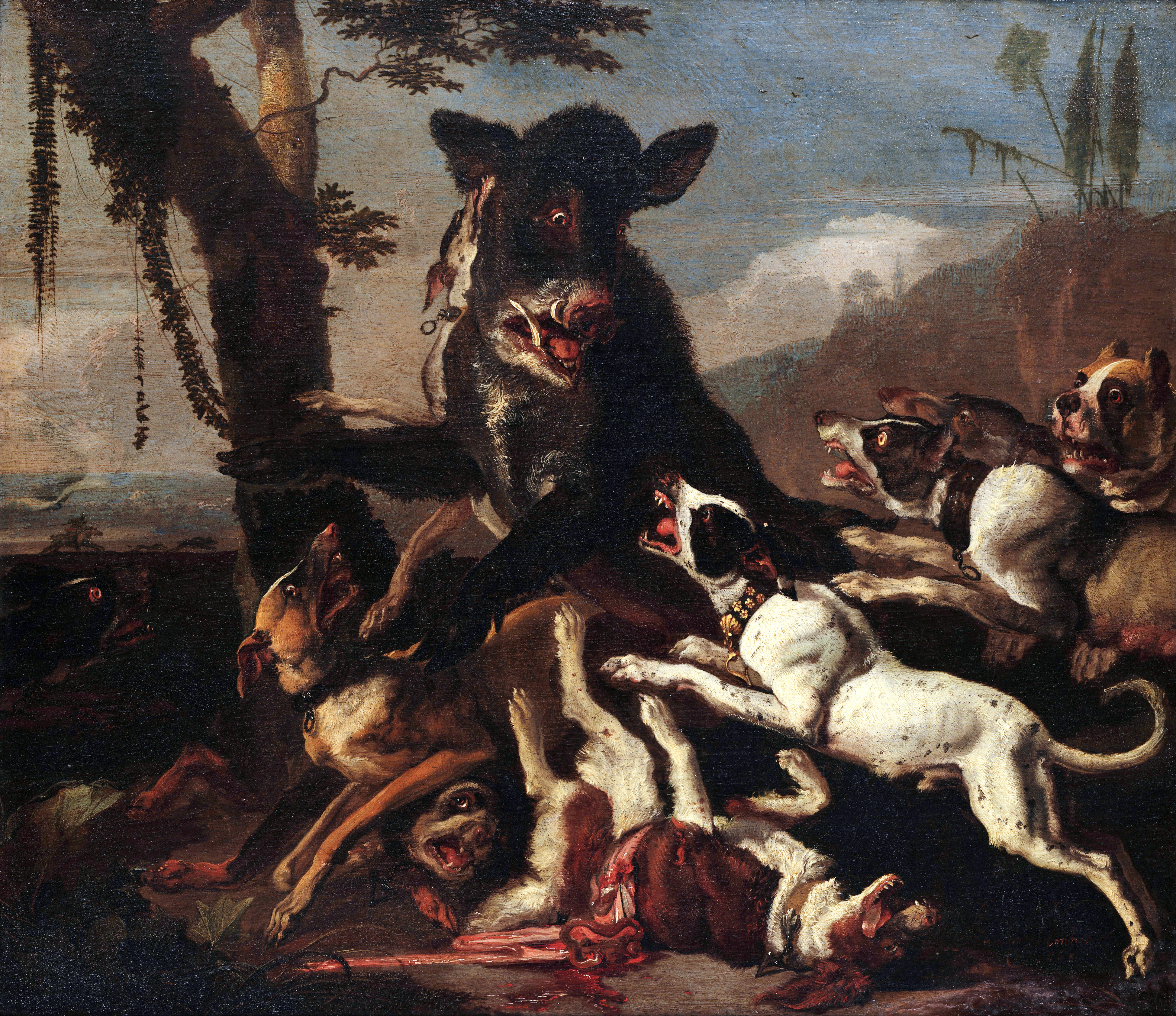
La cacería del jabalí (Sao Paulo, Brasil, Fundación Ema Gordon Klabin)
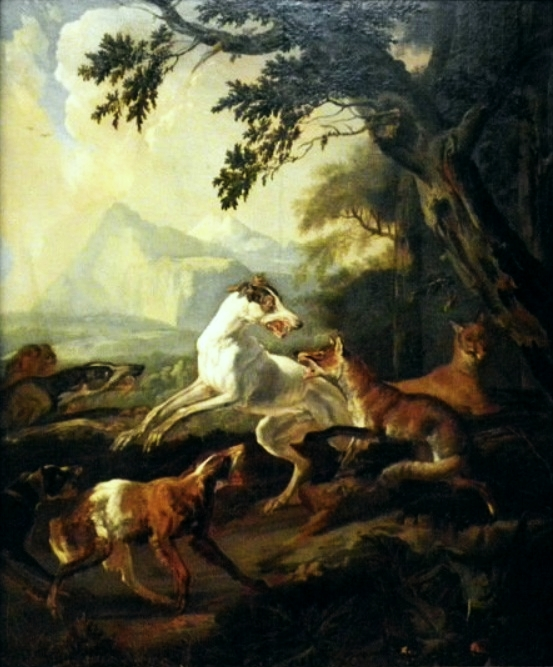
Pelea de perros (Museo de Lublin, Polonia)
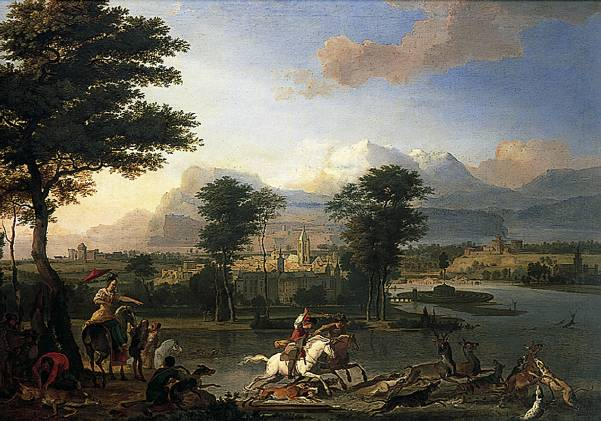
Cacería de ciervos (Castillo de Norwich, Inglaterra)
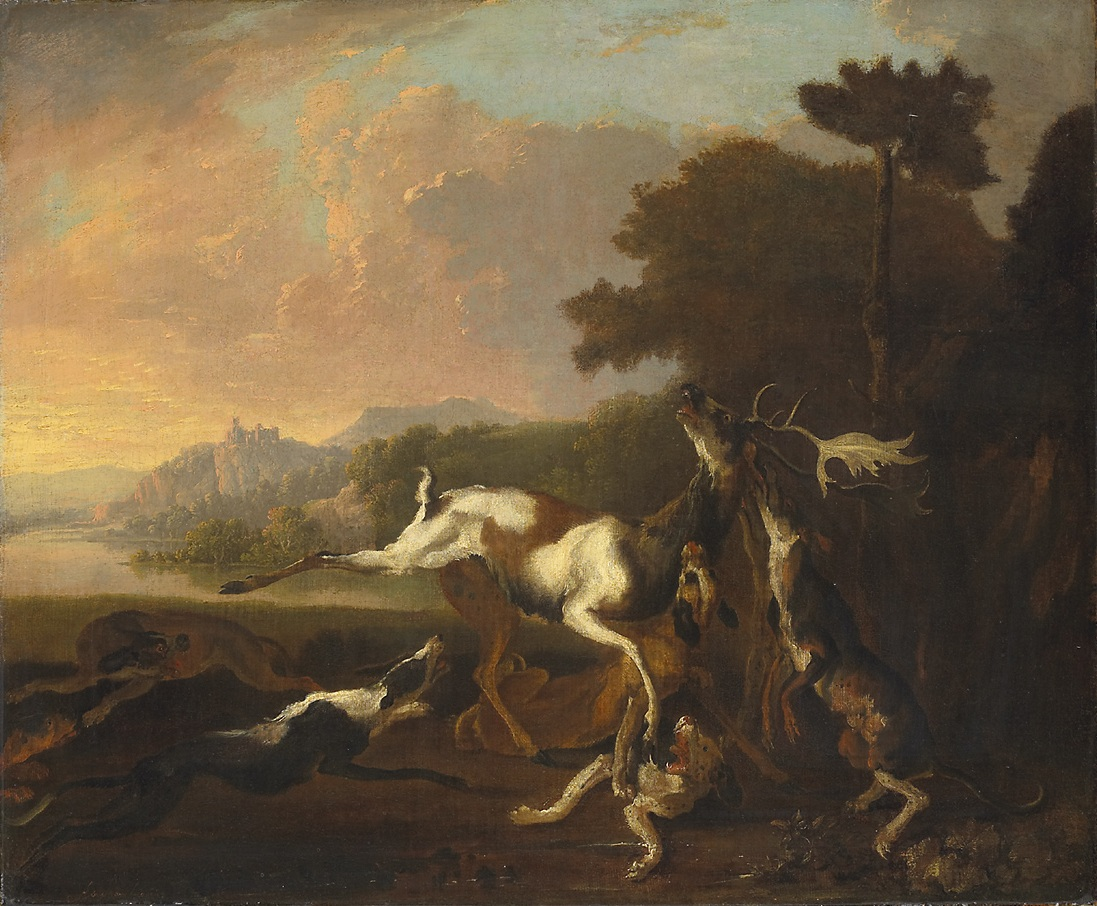
Perros y ciervo (Rijksmuseum de Ámsterdam)